# Benjamin Balint
Benjamin Balint (geboren 1976 in den USA) ist ein US-amerikanisch-israelischer Schriftsteller und Kulturjournalist, der in Jerusalem arbeitet. 

## Leben
Die Familie seiner Mutter kam aus Polen und lebte in den 1920er und 1930er Jahren in Leipzig. Sein Großvater war im KZ Buchenwald interniert, die Urgroßeltern starben in Auschwitz. Seine Großeltern flohen kurz vor dem Zweiten Weltkrieg nach London. Benjamin Balint ist Amerikaner und Israeli. Er lebt in Jerusalem.
Er studierte Philosophie, vergleichende Literaturwissenschaft und Jüdische Studien. Von 2001 bis 2004 leitete er die amerikanische Monatszeitschrift Commentary und veröffentlichte ein Buch über diese Zeit mit dem Titel Running Commentar. 2009 bis 2010 war er ein Fellow des Hudson Institute. Im Winter 2010 hielt er sich als Ernst Cramer-Stipendiat in Hamburg auf. Ab 2011 nahm Balint als erster Jude für drei Jahre einen Lehrauftrag in Literatur an der palästinensischen Al-Quds University in Jerusalem wahr.
Balint schreibt auf Englisch für The Wall Street Journal und The Weekly Standard, auf Hebräisch für die Tageszeitung Haaretz und in deutscher Übersetzung auch für Die Zeit. Er übersetzt Artikel und Gedichte für The New Yorker und andere englischsprachige Zeitschriften aus dem Ivrit.
In seinem Buch Kafka's last trial ging Balint 2018 dem von Max Brod geretteten literarischen Nachlass Franz Kafkas nach und der juristischen Auseinandersetzung um den zukünftigen Aufbewahrungsort. Das Buch wurde von Eliran Peled verfilmt; Balint ist Mitautor des Drehbuchs. Die Deutschlandpremiere fand am 16. Juni 2025 im Rahmen der Jüdischen Filmtage Hamburg im Hamburger Programmkino Abaton statt.

## Schriften (Auswahl)
- Running Commentary: The Contentious Magazine That Transformed the Jewish Left Into the Neoconservative Right. PublicAffairs, New York 2010
- Yosef Mendelevich: Unbroken Spirit: A Heroic Story Of Faith, Courage and Survival. Übersetzung aus dem Hebräischen Benjamin Balint. Gefen, New Jersey 2012, ISBN 978-965-229-563-7
- Kafka's last trial : the case of a literary legacy. W.W. Norton & Company, New York 2018, ISBN  978-1324001317
  - Kafkas letzter Prozess. Übersetzung aus dem Englischen Anne Emmert. Berenberg, Berlin 2019, ISBN 978-3-946334-48-4
- (Co-Autor mit Merav Mack): Jerusalem. City of the Book. Yale University Press 2019, ISBN 978-0-300-22285-2
- Bruno Schulz - an Artist, a Murder, and the Hijacking of History. Norton & Company, New York 2023, ISBN 978-0-393-86657-5